# Музей Передньої Азії

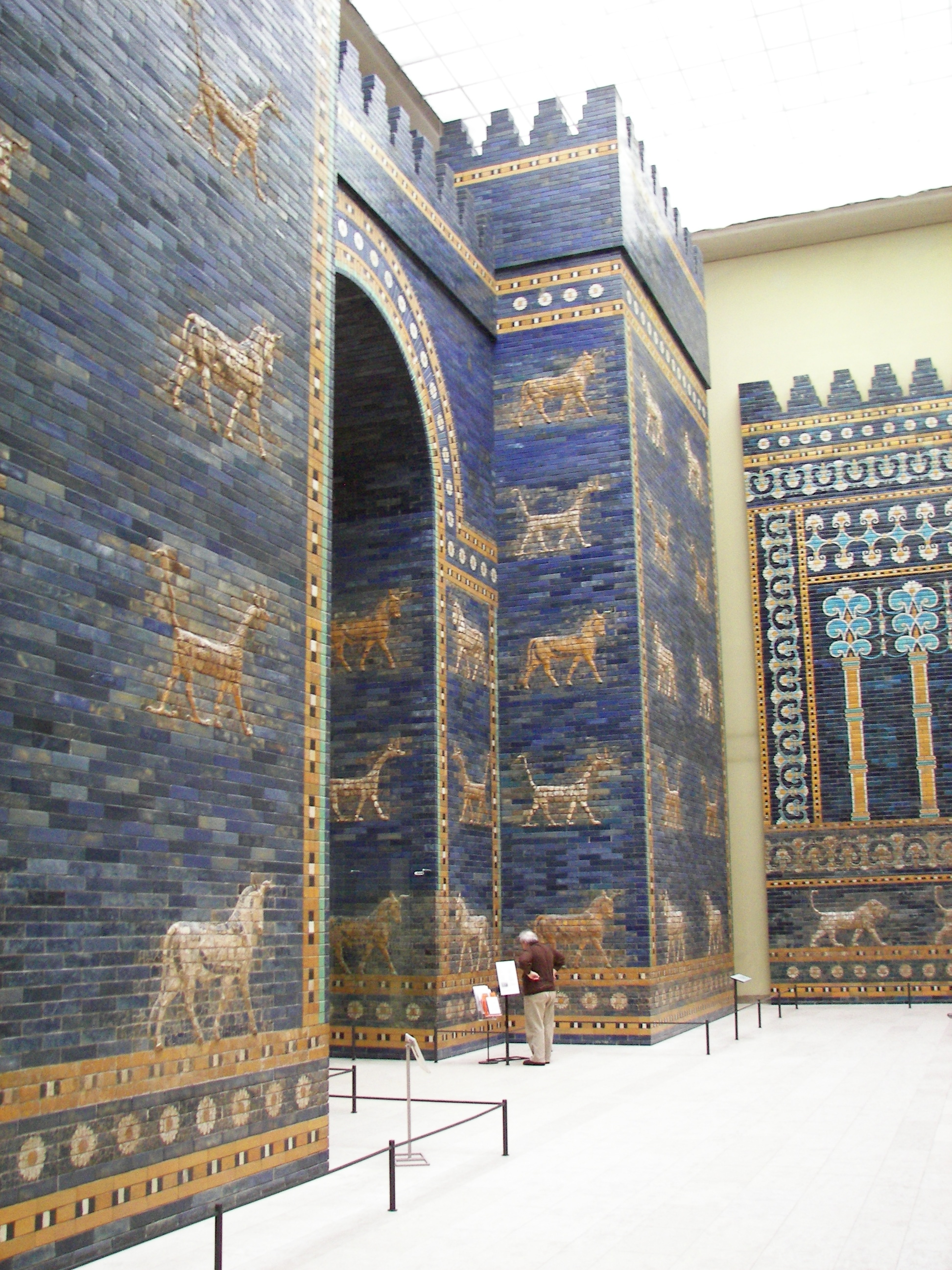
Ворота Іштар

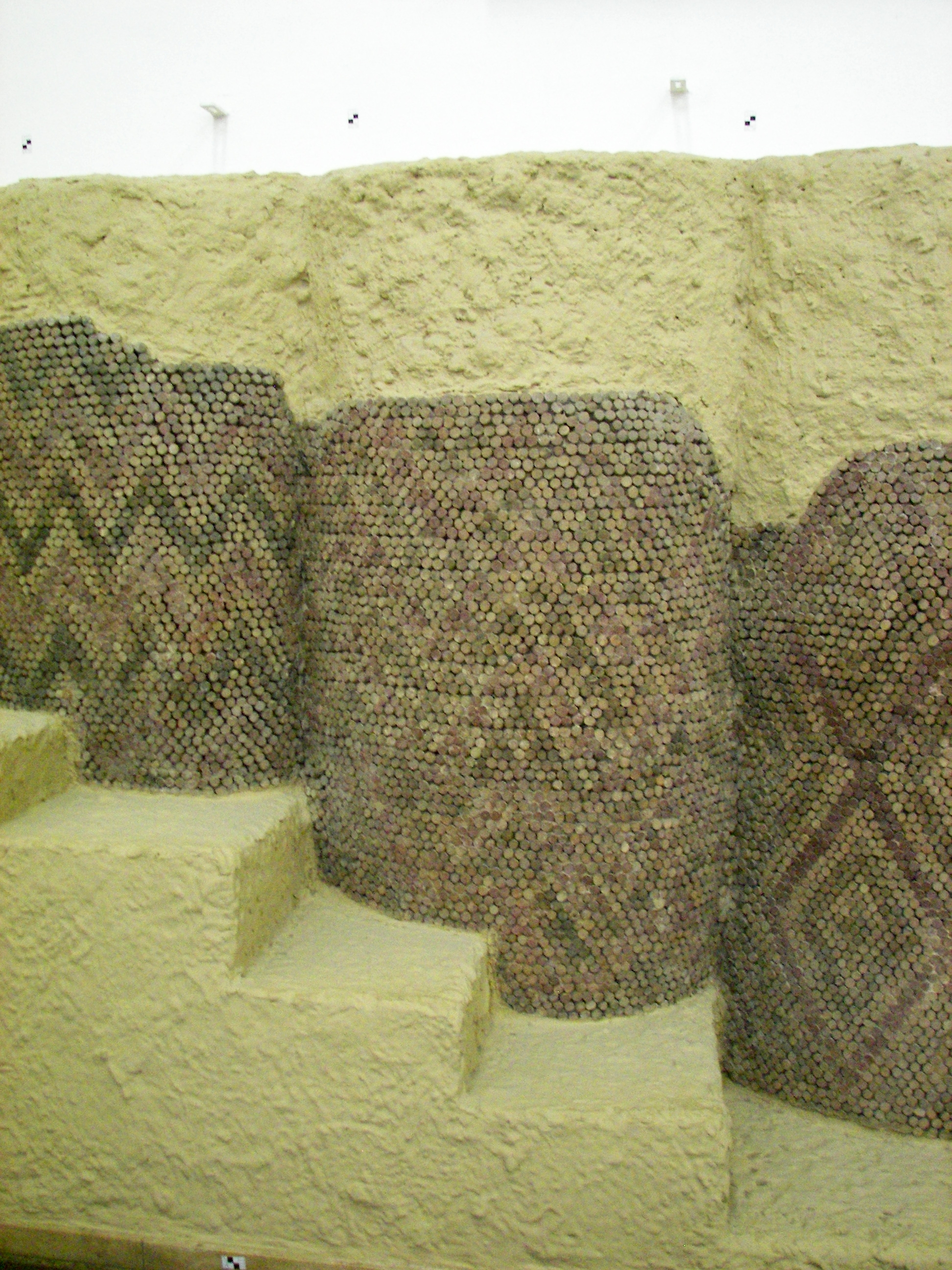
Частина мозаїки вежі Інанни

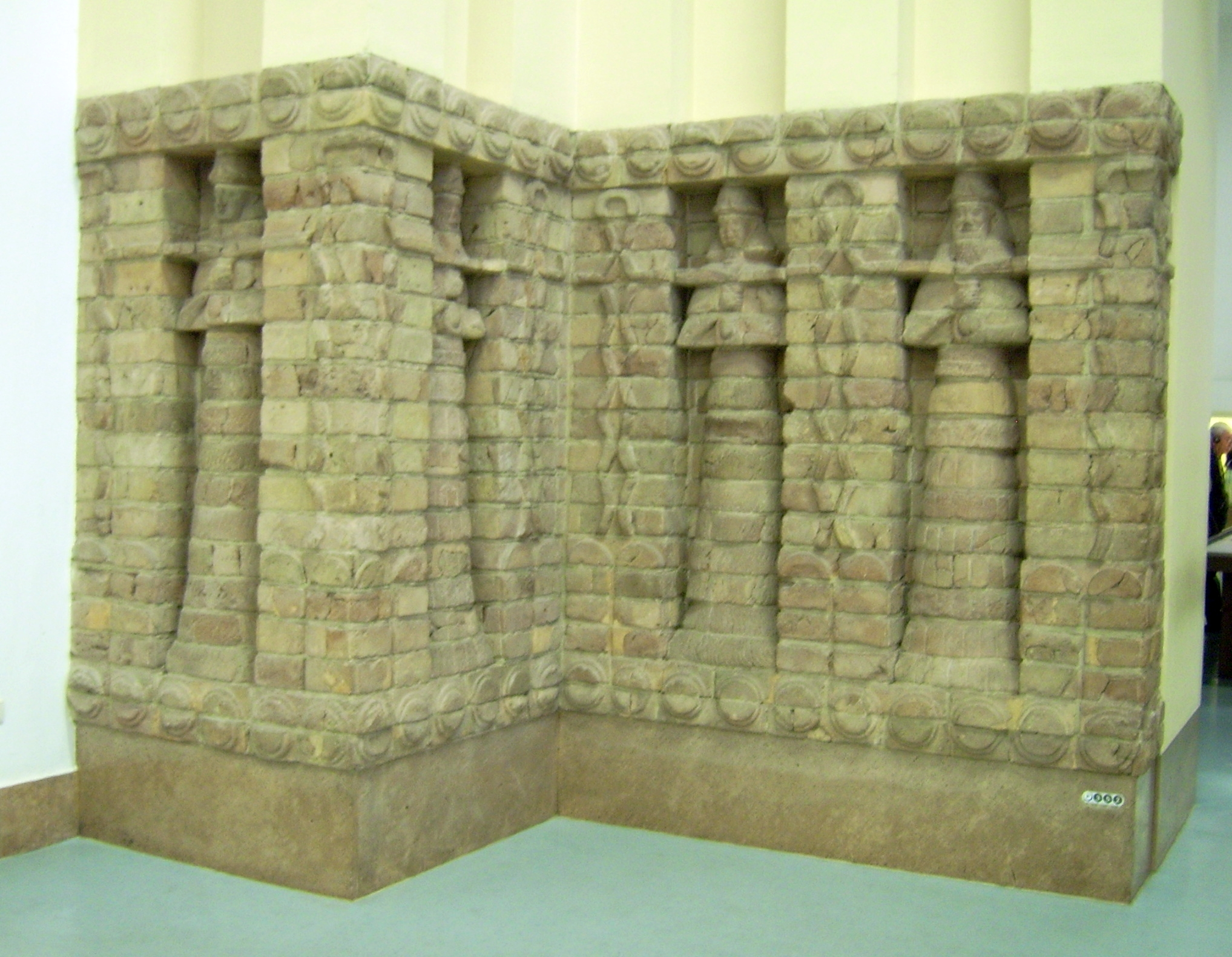
Частина фасаду храму Інанни в Уруке

Музей Передньої Азії (нім. Vorderasiatisches Museum Berlin) — один з найвідоміших археологічних музеїв світу. Розташований на  Музейному острові на річці Шпрее в центрі Берліна, на першому поверсі південного крила  Пергамського музею в Берліні.

## Історія колекції
Музей має 14 залів загальною виставковою площею більше 2000 кв. метрів, де експонуються археологічні знахідки, зібрані німецькими експедиціями в  Передньої Азії. Вік експонатів — від 8 тис. років (6 тисячоліття до н. е.) до початку епохи  завоювання Близького Сходу мусульманами. В основному територія, на якій зібрані експонати, відповідає теперішнім Іраку, Сирії і Туреччині; незначне число — із суміжних країн.
Починаючи з епохи неоліту, тут представлені зразки культури Шумера, Вавилона, Ассирії і регіонів північної Сирії — східної Анатолії. В основі колекції — знахідки, зроблені під час розкопок Урука, Шуруппака, Ашшура, Хаттуша, Амарни, Тель-Халафа (Гузан), Самала, Топрах-калі і міста Вавилона . Також представлено наступні розкопки в Німруді, Ніневії, Сузах і Персеполі. У цих експонатах представлені зразки культур шумерів, аккадців, вавилонян, ассирійців, хетів та арамеїв.
Джерелом надходження експонатів були знахідки археологічних експедицій, які організовувало Археологічне товариство Сходу (нім. Deutsche Orient-Gesellschaft). Для прийому цих експонатів в 1899 році в Королівському музеї було відкрито Відділ Передньої Азії. Спочатку ці знахідки надходили на зберігання в музей кайзера Фрідріха (нім. Kaiser-Friedrich-Museum, нині Музей Боде), де вони були відкриті для загального огляду до 1929 року, поки в 1930 році не відкрився Пергамський музей.
Під час Другої світової війни колекція не зазнала серйозних втрат. У 1953 році колекція музею Передньої Азії відкрилася знову. У 1958 році Радянський Союз передав уряду Німецької демократичної республіки деякі експонати, раніше вивезені в СРСР згідно з  реституцією за підсумками війни.

## Колекція
Найбільший інтерес у колекції представляють Ворота Іштар і елементи прилеглої до них Дороги процесій у Вавилоні, залишки Вавилонської вежі, фрагменти храмів Еанни та Інанни, побудованих царем Караіндашем в Уруці, фрагменти тронного залу Навуходоносора II. Крім цього, музей є великим сховищем форм для печаток,  циліндричних печаток і  клинописних табличок.
Музей разом з іншими відомими сховищами є співзасновником товариства «Союз любителів старожитностей Музейного острова в Берліні» (нім. Verein der Freunde der Antike auf der Museumsinsel Berlin e. V.), за посередництвом якого він підтримує зв'язки з іншими міськими вмістищами експонатів, які відносяться до Передньої Азії. Планується створити  центральне сховище для цих колекцій у районі Берліна Фрідріхсхаген.

## Вчені
У різний час директорами музею Передньої Азії були:
- 1899—1918 — Фрідріх Деліч (нім. Friedrich Delitzsch)
- 1918—1928 —  Отто Вебер[de] (нім. Otto Weber)
- 1928—1951 —  Вальтер Андре[de] (нім. Walter Andrae)
- 1951—1977 —  Герхард Рудольф Майєр[de] (нім. Gerhard Rudolf Meyer)
- 1978—1990 —  Ліана Якоб-Рост[de] (нім. Liane Jakob-Rost)
- 1990—1997 —  Евеліна Кленгель-Брандт[de] (нім. Evelyn Klengel-Brandt)

З 1998 року музей очолює Беата Сальє (нім. Beate Salje).